# Il diario di Carmela
Il diario di Carmela è un film del 2019 diretto da Vincenzo Caiazzo.

## Trama
"Il diario di Carmela" racconta la vita di una ragazza di 15 anni, alla periferia di Napoli, costretta a lavorare per la piazza di spaccio della sua famiglia. Carmela percepisce la sua adolescenza come una prigionia, costretta a vivere da reclusa. La madre, Maria, la obbliga a spacciare droga insieme al fratello maggiore, Ciro. Carmela è costretta a rinunciare a tutto, anche ad una delle cose che le piace fare di più, andare a scuola. Impotente di fronte alle circostanze che la traghettano verso un destino fatto di paure, di rinunce, di convivenza con la criminalità, Carmela cerca di evadere confidando tutto al suo migliore amico, il suo diario.

## Produzione
Il film è prodotto da Carmine D'Onofrio e Vincenzo Caiazzo per EWC2001 srl.

## Distribuzione
Il film è stato presentato in anteprima al MIC (Museo Interattivo del Cinema) nel dicembre 2018 in concorso al Festival Rivelazioni. La pellicola è uscita nelle sale cinematografiche il 17 maggio 2019.

## Riconoscimenti
- Premio “Ermanno Olmi” come Miglior film al 23° Gallio film festival 2019.[7]
- Premio “Miglior Attrice” a Mariasole Di Maio al 20º Festival di Lenola 2019[8]
- Premio “Miglior Montaggio” a Vincenzo Caiazzo al 20º Festival di Lenola 2019
- Premio “Miglior attrice non protagonista” a Titti Nuzzolese al Villammare film festival 2019[9]
- Premio “Migliore Canzone” alla Band La Maschera al Villammare Film Festival 2019
- Menzione speciale “Premio Deana anima e immagine” al festival del cinema di Montemiletto 2019[10]